# Yansımalar
Yansımalar (palabra turca para reflejos o reflexiones) es un grupo de música turco que compone y toca música étnica contemporánea, conocida también como world music. 
Fue fundado en 1990 por Birol Yayla (que toca la guitarra y el tanbur) y Aziz Şenol Filiz (que hace lo propio con el ney), quienes se habían conocido diez años antes en el conservatorio. Su música es básicamente instrumental, salvo en algunos temas en los que aparece ocasionalmente el sonido de la voz o la respiración. 
En 1991 y 1995 la pareja original grabó dos álbumes con el sello Kalan Müzik, y en 1996 se les unieron Engin Gürkey (percusión) y Nezih Yeşilnil (contrabajo). Para su cuarto y quinto álbumes contaron con la participación de numerosos músicos invitados. 
Su álbum Pervane ("polilla") fue un gran éxito de la música étnica en Europa. Han compuesto música para numerosas películas turcas, entre ellas la del film Son osmanli yandim Ali (2007). 

## Discografía
álbumes 
- 1991 - Yansımalar
- 1995 - Bab-ı Esrar
- 2000 - Serzeniş
- 2001 - Vuslat
- 2004 - Pervane